# Олія виноградних кісточок

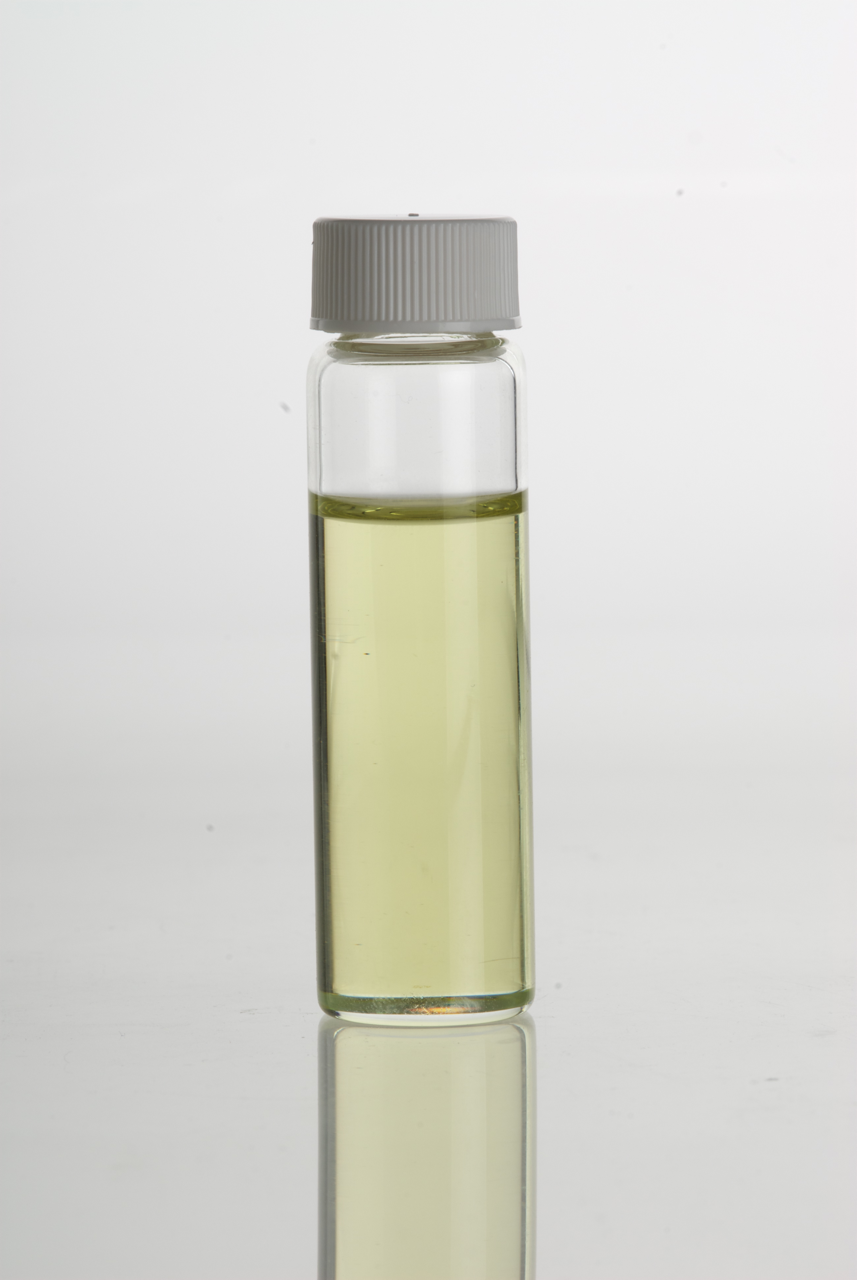
Олія виноградних кісточок у прозорій скляній пляшечці

Олія виноградних кісточок являє собою олію, що отримується переважно методом гарячої екстракції з насіння винограду. Є побічним продуктом виноробства.
Спосіб холодного віджиму в дійсності, використовується рідко через порівняно невеликий вихід кінцевого продукту, хоча саме цей метод дозволяє зберегти в олії всі потрібні біологічно активні речовини, що визначають її корисні властивості: цитопротекторні, антиоксидантні та відновлювальні.

## Застосування

### Кулінарія
Олія виноградних кісточок починає диміти за високої температури (близько 216 °C), тому її можна використовувати для високотемпературних способів обробки продуктів. Визначається високим вмістом поліненасичених жирних кислот. Завдяки чистому і легкому смаку, її часто використовують для заправки салатів і в майонезах, а також як основу для олійних витяжок з часнику, розмарину й інших прянощів або спецій.

### Косметологія
Олія виноградних кісточок використовується в тому числі для зволоження шкіри. Крім цього олія застосовується в ароматерапії та як лубрикант перед голінням.

## Склад

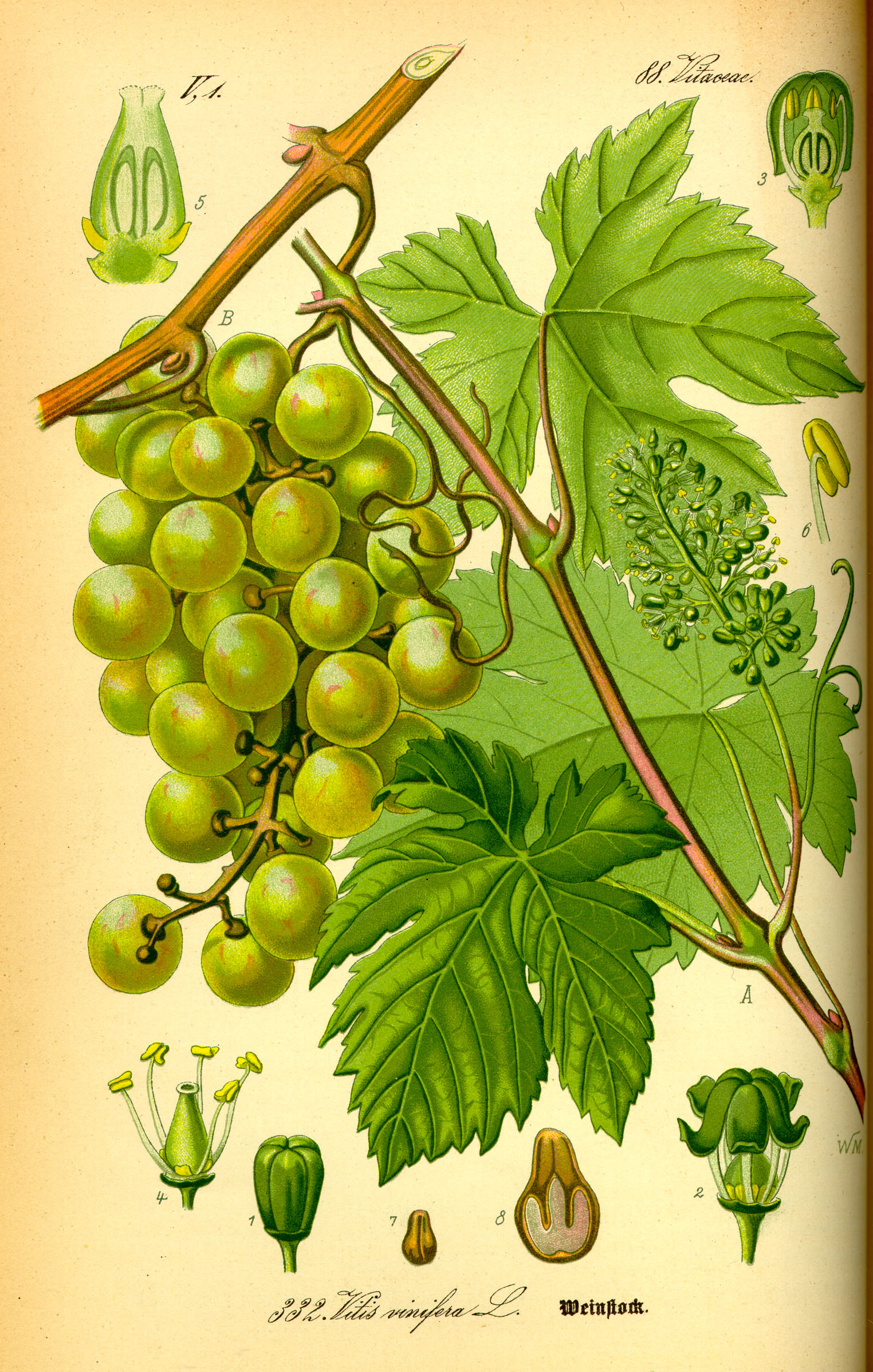
Виноградні кісточки (№. 7, 8) і виноград

У таблиці представлено звичайний жирнокислотний склад олії виноградних кісточок:
| Кислота                                                 | Тип              | Вміст     |
| ------------------------------------------------------- | ---------------- | --------- |
| Лінолева кислота                                        | ω − 6 ненасичена | 72 %      |
| Олеїнова кислота                                        | ω − 9 ненасичена | 16 %      |
| Пальмітинова кислота (Гексадеканова кислота)            | насичена         | 7 %       |
| Стеаринова кислота (октадеканова кислота)               | насичена         | 4 %       |
| Альфа-ліноленова кислота                                | ω − 3 ненасичені | трохи 1 % |
| Пальмітолеїнова кислота ((9Z)-гексадец-9-енова кислота) | ω − 7 ненасичена | трохи 1 % |

Олія виноградних кісточок, є рекордсменом щодо вмісту омега-6 жирних кислот серед інших олій (другою йде соняшникова олія ― близько 64%), а також містить від 0,8 до 1,5 % неомилюваних речовин багатих на феноли (токоферол) і стероїди (кампестерол, бета-ситестерол, стигмастерол). В олії зберігається велика кількість вітаміну Е, але менше, ніж у соняшниковій, сафлоровій, бавовняній або олії рисових висівок. Рекордно високий вміст в продукті вітаміну Е (у виноградній олії його вдесятеро більше, ніж в оливковій) робить його справжнім еліксиром краси та молодості. І це не просто красиві слова. Завдяки цьому компоненту відбувається прискорена регенерація клітин, стабілізація стану їх мембран, які зміцнюються, стають еластичними і захищені від руйнування.